# Tacaná (kommunhuvudort)
Tacaná är en kommunhuvudort i Guatemala.   Den ligger i departementet Departamento de San Marcos, i den västra delen av landet, 180 km väster om huvudstaden Guatemala City. Tacaná ligger 2 319 meter över havet och antalet invånare är 6 438.
Terrängen runt Tacaná är kuperad åt sydost, men åt nordväst är den bergig. Runt Tacaná är det ganska glesbefolkat, med 50 invånare per kvadratkilometer. Tacaná är det största samhället i trakten. I omgivningarna runt Tacaná växer i huvudsak blandskog.